# Ludwig Winkler (Pharmazeut)
Ludwig Josef Maria Winkler (* 12. Jänner 1873 in Innsbruck; † 8. Juli 1935 in Hall in Tirol) war ein österreichischer Apotheker und Pharmaziehistoriker sowie Vorsitzender der Gesellschaft für Geschichte der Pharmazie.

## Leben
Ludwig Josef Maria Winkler wurde in einer in Innsbruck jahrhundertelang ansässigen Apothekerfamilie geboren. Sein Vater war Franz Friedrich Winkler (* 1833; † 1895) und seine Mutter, Maria Winkler, geborene Hueber (* 1836; † 1902) aus Absam. Ludwig Winkler war als Apotheker und Privatdozent an der Universität Innsbruck einer der Gründungsväter der Gesellschaft für Geschichte der Pharmazie und wurde 1926 ihr erster Vorsitzender. Zur Vorbereitung lud er 1926 die Pharmaziehistoriker Ferchl aus Mittenwald, Raubenheimer/Brooklyn, Gelder und Urdang aus Berlin sowie Zimmerman/Illenau nach Österreich ein. Auf dem Familiengut in Hall/Tirol fand am 18. August die Gründungsversammlung der „Gesellschaft für Geschichte der Pharmazie“ in Abwesenheit von Hermann Gelder statt.
Am 28. November 1932 überreichte Winkler eine von ihm gestiftete Büste des Pharmazeuten und Hochschullehrers Hermann Thoms an die pharmazeutische Abteilung des Instituts für Geschichte der Medizin und der Naturwissenschaften der Universität Berlin.

### Beruflicher Werdegang
Seine berufliche Ausbildung begann Ludwig Winkler am 1. September 1889 in der Apotheke seines Vaters, Franz F. Winkler, und setzte die Lehrzeit in Sterzing fort. Nach erfolgreich abgeschlossener Praktikantenprüfung 1892 studierte er in Innsbruck und in München. Er wurde Mitglied der katholischen Studentenverbindung AV Austria Innsbruck (seit 1892), KDStV Aenania München und KAV Rheno-Danubia Innsbruck, alle im CV. Er erlangte den wissenschaftlichen Grad eines Magisters (Mag. pharm.) am 26. Juni 1894. Den Militärdienst verrichtete er bei einem Landesschützenregiment in Innsbruck. Nach der pharmazeutischen Assistentenzeit übernahm er von seinem älteren Bruder mit Wirkung vom 1. Januar 1900 die Winklersche Stadtapotheke in seiner Geburtsstadt. Zum Doktor der Philosophie wurde er am 1. März 1924 an der Universität Innsbruck promoviert.

### Lehraufträge für Pharmaziegeschichte und Arzneibereitungslehre
Im Zuge der Umsetzung der am 18. August 1922 erlassenen Hochschul-Studienordnung für Pharmazeuten in Österreich wurde der Innsbrucker Stadtapothekenbesitzer Winkler als Lehrbeauftragter für das neu eingeführte Fach Pharmaziegeschichte am 7. August 1923 bestellt und er vertrat ab 1924/25 auch die Arzneibereitungslehre an der Universität Innsbruck. Er gab Vorlesungen und hielt mit den Studenten Übungen zur Rezeptur und Handhabung der pharmazeutischen Technik ab. Im Jahre 1927 habilitierte er sich als Privatdozent. Der Apotheker und Pharmaziehistoriker Fritz Ferchl (* 1892, † 1953), einer der Mitbegründer der internationalen Gesellschaft für Geschichte der Pharmazie, promovierte hier an der Universität Innsbruck 1931 mit einer Dissertation über die Entstehungsgeschichte des Begriffes Saponin. Ludwig Winkler war neben Universitätsprofessor Ludwig Kofler (* 1891; † 1951), einer der beiden gutachterlichen Referenten der Doktorarbeit Fritz Ferchls.

### Bücherei und Sammlung
Winkler besaß eine umfangreiche Bibliothek. Einige seiner Nachschlagwerke waren mit dem „Alten Bücherzeichen der Winkler“ gekennzeichnet. Ein Exlibris mit dem Namenszeichen des Bucheigentümers von 1793 zeigte den befeuerten alchemistischen Herd des Laboratoriums, wo "zwei Putten schaffen", mit dem Namensschild „Fr. I. Winkler“ für den Vorfahren Franz Ignaz Winkler (* 1770; † 1826).  Ludwig Winkler ließ sich ein persönliches Buchzeichen gestalten, das ein heraldisches Wappen mit dem Apothekerberuf vereinigte. Er betreute und vergrößerte die pharmazeutische private Sammlung vor allem auch die pharmazeutischen Gegenstände aus der Geschichte der Apotheke, insbesondere aus der Offizin und dem Laboratorium seiner Vorfahren.
An der Baseler Hauptversammlung der „Gesellschaft für Geschichte der Pharmazie“ 1934 konnte Ludwig Winkler aus gesundheitlichen Gründen nicht mehr teilnehmen. Ein Jahr zuvor hatte er die Leitung der Stadtapotheke Innsbruck seinem ältesten Sohn Franz Winkler (* 1901; † 1953) übergeben.
Sohn Franz Winker, der 1935 Inhaber der alten Apotheke wurde, bewahrte  die gesamte Sammlung vor den Bombentreffern  am 15. Dezember 1943, indem er sie vorsorglich zunächst in den Kellerräumen einlagerte  und später an verschiedenen Orten Tirols auslagerte und so in Sicherheit brachte. In den Jahren 1952/63 konnten die Original-Apothekerkästen, von 1742, Gefäße, Mörser und Einrichtungsgegenstände wie der Materialkammertisch mit Waage und der Rezepturtisch restauriert werden, um sie dann im privaten Museum der wieder aufgebauten Stadtapotheke erneut auszustellen.

## Veröffentlichungen (Auswahl)
- Animalia als Arzneimittel einst und jetzt. Innsbruck 1908, OCLC 801118920.
- Das Apothekergewicht. Dissertation. In: Pharmazeutische Monatshefte. Nr. 6, Wien 1924.
- Die Herkunft des Apothekergewichts, zusammen mit Carl Friedrich Lehmann-Haupt, Leipzig 1926 OCLC 1006063321.
- Signaturtherapie. In: Hermann Thoms (Hrsg.): Handbuch der praktischen und wissenschaftlichen Pharmazie. Berlin/Wien 1926, DNB 366102532, S. 945–957.
- Arzneibücher und Taxen, Grundsteine für die Geschichte der Pharmazie.[20]
- F. Winkler’s Stadtapotheke zu Innsbruck. Denkschrift zum 350. Jahrestag des Übergangs in den Winklerischen Familienbesitz. Innsbruck 1928, DNB 361893531
- Pharmakozoologie. In: Alexander Tschirch (Hrsg.): Handbuch der Pharmakognosie. 2. Auflage. 1. Band, Leipzig 1932, DNB 36610215X, S. 788–890.
- als Hrsg.: Das Dispensatorium des Valerius Cordus. Arthur Nemayer Mittenwald 1934.

## Auszeichnungen
- Ehrenamtlicher „Kirchpropst“ (Schatzmeister) zu St. Jacob, Innsbruck
- Goldenes Verdienstkreuz mit der Krone 1918
- Ehrenmitglied der Deutschen Pharmazeutischen Gesellschaft
- Goldenes Ehrenzeichen für Verdienste um die Republik Österreich
- Goldener Ehrenring des Deutschen Museums 1926 in München[21] für die Einrichtung einer Museumsapotheke
- Ernennung zum Ehrenmitglied der Universität Innsbruck im Jahr 1928

Quelle:

## Ludwig-Winkler-Plakette
Am 18. August 1966 wurde anlässlich des 40-jährigen Bestehens der „Gesellschaft für Geschichte der Pharmazie“ die Ludwig-Winkler-Plakette gestiftet. Die Plakette trägt die Inschrift PRO HISTORIA PHARMACIAE : DR. PHIL. ET MR. PHARM. LUDWIG WINKLER 1873–1935. Dem Pharmaziehistoriker Georg Edmund Dann wurde die Winkler-Plakette als Sonderausfertigung in Silber verliehen.